# Strateško načrtovanje
Strateško načrtovanje je, kot del strateškega upravljanja (oz. strateškega menedžmenta), vseobsežno, dolgoročno in skladno načrtovanje organzacijskih aktivnosti ter obsega za organizacijo pomembne zadeve; obsega vse dejavnosti in dele organizacije ter okolja, ki vplivajo na organizacijo; obsega tekoče (letno) načrtovanje politike organizacije kot sestavino njenega razvojnega (večletnega) načrtovanja politike; je drsno in dovolj pogosto glede na dinamično delovanje organizacije in na spreminjanje (vplive) okolja. 
Cilj strateškega načrtovanja je definirati in segmentirati območja delovanja celotne organizacije in njenih posameznih delov ter na osnovi analiz njihovih prednosti in slabosti ter izzivov in nevarnosti iz zunanjega okolja, definirati organizacijske in funkcionalne strategije. Ključ uspešnega strateškega načrtovanja pa je uspešno mišljenje.
V teoriji in praksi obstaja veliko različnih modelov strateškega načrtovanja, vendar je vsem skupno, da obsegajo štiri zaporedne in med seboj povezane odločitve, in sicer:
- definiranje poslanstva celotne organizacije (kaj smo, kdo smo, zakaj smo) in njenih posameznih delov (gre za kreativni in dinamični proces odločanja);
- opredelitev vizije (ali vloge) tako celotne organizacije kot posameznih njenih programov (kje smo, zakaj smo tam, kam gremo), upoštevajoč pri tem priložnosti in nevarnosti iz zunanjega okolja ter sposobnosti in slabosti (kot tudi potencialne konfliktne cilje) organizacije oz. njenih posameznih programov;
- oblikovanje funkcionalnih strategij za vse ključne funkcije organizacije;
- alociranje-razporejanje sicer omejenih resursov-virov za uresničitev zastavljenih ciljev, in sicer tako materialnih kot tudi nematerialnih ter kontrola in evalvacija izvedbe.

To je osnovni model strateškega načrtovanja, ki izhaja iz organizacije kot združbe ljudi, ki deluje za doseganje svojih ciljev. Cilji in strategije za doseganje teh ciljev pa sestavljajo politiko neke organizacije (tj. strateški menedžment organizacije).